# Joël Roosebrouck
Pas d'image ? Cliquez ici

a Compétitions nationales et continentales officielles uniquement.

b Matchs officiels uniquement.
Joël Roosebrouck, né le 9 septembre 1953 à La Cavalerie, est un ancien joueur de rugby à XIII français évoluant au poste de troisième ligne. Après un apprentissage à Bias, il rejoint Villeneuve-sur-Lot y disputant la grande partie de sa carrière pour la clore à Trentels.
Son passage à Villeneuve est marqué par un titre de Championnat de France en 1980. Ses performances en club lui ont ouvert les portes de la sélection française où il y prend le capitanat. Il y dispute notamment la Coupe du monde 1977 et prend part à plusieurs tournées de l'équipe de France en Australie et Nouvelle-Zélande dans les années 1980.

## Biographie
Un Espoir du rugby
C'est en 1973, à l'âge de 19 ans, que Joël Roosebrouck commence son histoire d'amour avec le rugby. Il rejoint le petit club de Bias XIII en Lot-et-Garonne avant d'être repéré l'année suivante par le club de Villeneuve XIII où il va se révéler dans un sport qui est pour lui une passion dès le début.
Un joueur emblématique
Celui qu'on surnomme affectueusement "La Rouille" en référence à la couleur de ses cheveux va devenir le 3e ligne emblématique du club de Villeneuve XIII qui lui a donné "la chance de jouer avec Hermet, de composer avec Mazaré, de mettre à profit les conseils de Gruppi." Sélectionné en équipe de France espoirs dès 1976, il intègrera en 1977 l'équipe sénior tricolore pour sa première tournée aux Antipodes.
L'international
Grande-Bretagne, Australie, Nouvelle-Zélande, Papouasie-Nouvelle Guinée, Joël fait deux fois le tour du monde et participe à tous les grands tournois et toutes les grandes rencontres du XIII de France à l'étranger.
      Après avoir remporté le trophée Max Rousié avec les troupes de Raymond Gruppi lors du mythique championnat de France 1980, et succédant à Didier Hermet, il est nommé capitaine de l'équipe de France l'année suivante et mène la tournée aux Antipodes 81, où il sera d'ailleurs courtisés par plusieurs clubs australiens.
      Elu à maintes reprise "homme du match", "sportif du mois", "de l'année", "meilleur sportif du Lot-et-Garonne" aux Oscar du Sud-Ouest mais également intronisé "Paladin", de nombreuses marques de reconnaissance ont gratifié ce grand joueur.
La retraite sportive
À partir de 1984, "La Rouille" prend peu à peu sa retraite de l'équipe de France pour finir sa carrière rugbystique dans son club de toujours, Villeneuve XIII, avec lequel il gagnera la Coup de France cette même année.
Puis en 1986, il rejoint le club de deuxième division Trentels-Ladignac et ne raccrochera ses crampons qu'au printemps 1990 empochant au passage un titre de champion de France D2. Depuis, il reste un sportif acharné et entretient le plaisir et la convivialité des célèbres troisièmes mi-temps.

## Palmarès
- Collectif :
  - Vainqueur de la Coupe d'Europe des nations : 1977 et 1981 (France).
  - Vainqueur du Championnat de France : 1980 (Villeneuve-sur-Lot).
  - Vainqueur de la  Coupe de France : 1979 et 1984 (Villeneuve-sur-Lot).
  - Finaliste du Championnat de France : 1983 et 1984 (Villeneuve-sur-Lot).